# Spreuerhofstraße

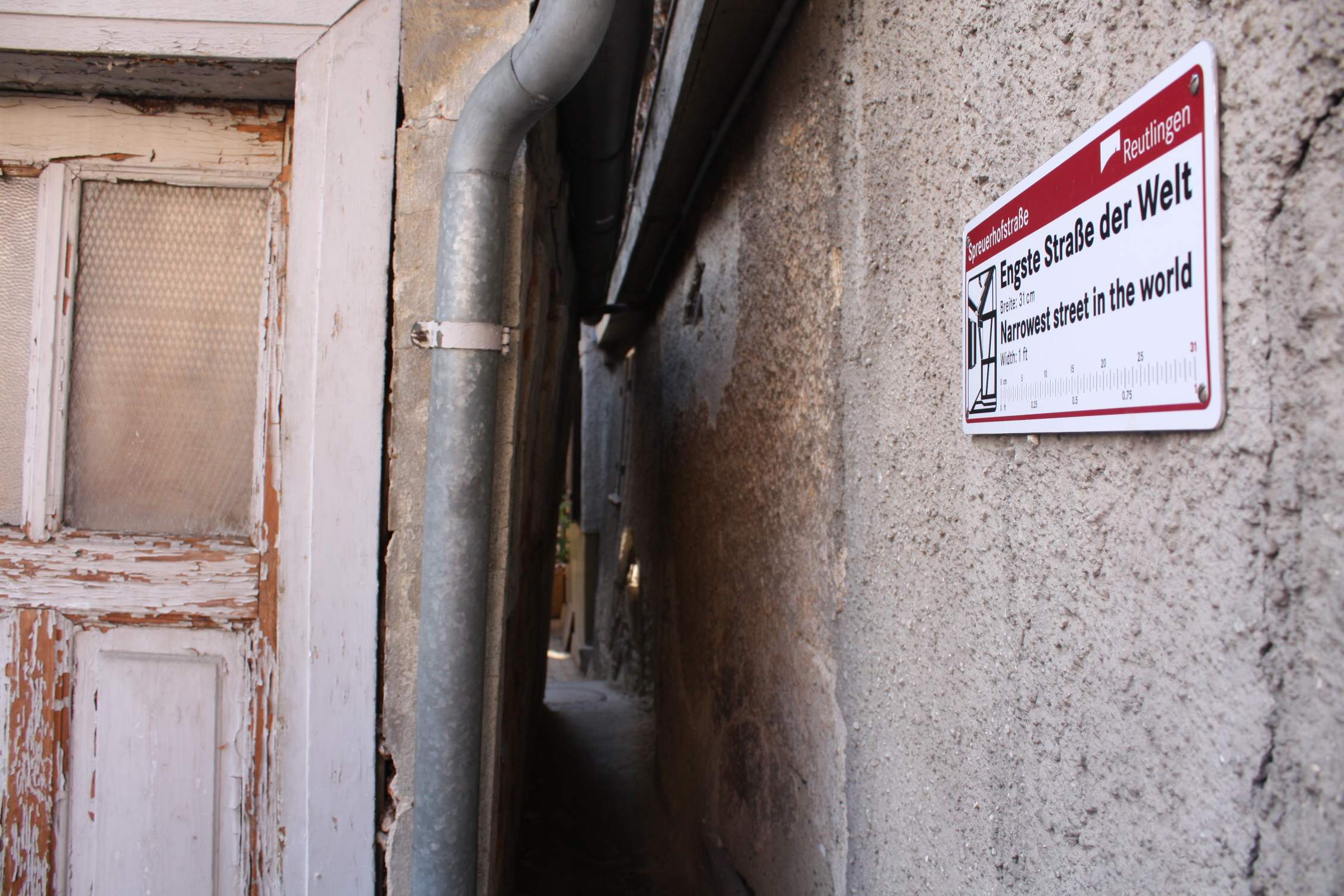
Spreuerhofstraße

Spreuerhofstraße est une ruelle de la ville de Reutlingen en Allemagne.
D'après le Livre Guinness des records, c'est la rue la plus étroite du monde,. Sa largeur est de 31 cm à l'endroit le plus étroit, et de 50 cm à l'endroit le plus large.
Elle a été construite en 1727 après qu'un incendie ait détruit la ville en 1726, et est officiellement enregistrée en tant que rue avec le n°77 dans le registre de la ville.

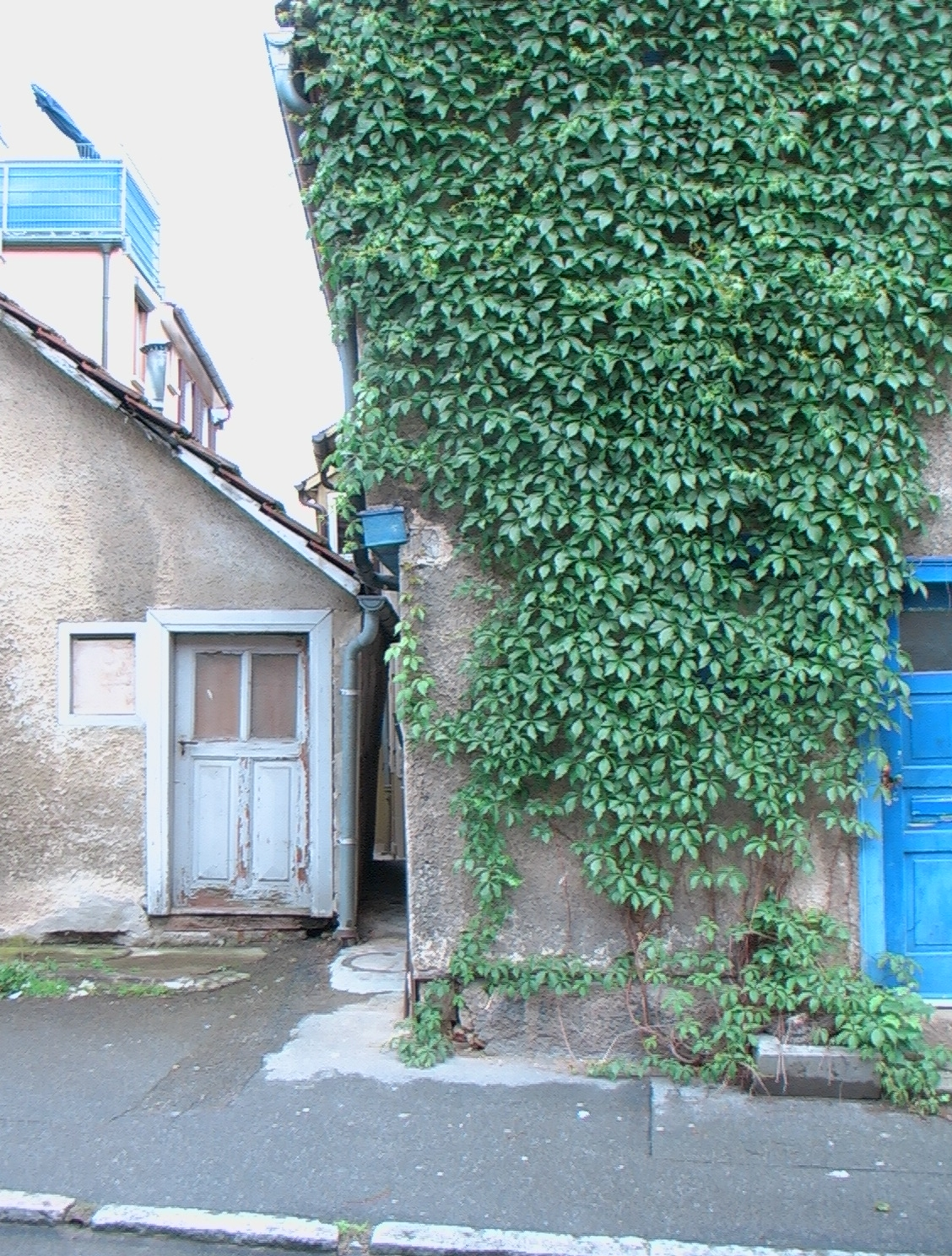
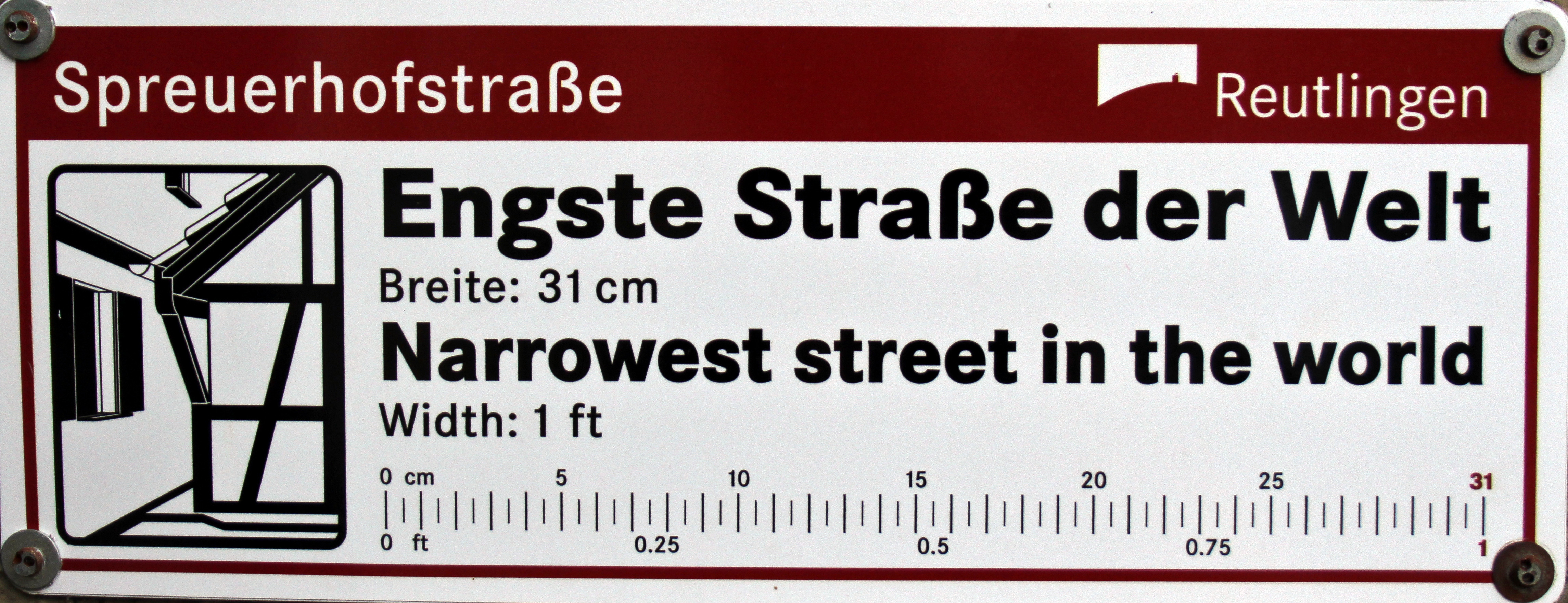